# ImageNet

Fig.1 Taxa d'error temporal de la competició anual de reconeixement d'imatges ILSVRC.

ImageNet és una base de dades en forma de col·lecció d'imatges que s'empren al camp de l'aprenentatge automàtic i en els algorismes de visió per ordinador presentades el 2009 per investigadors de la universitat de Princeton. La base de dades ImageNet té anotades més de 14 milions d'imatges dividides en més de 20.000 classes o categories.
D'ençà de 2010, hi ha una competició d'algorismes de reconeixement d'imatges sobre ImageNet anomenada ImageNet Large Scale Visual Recognition Challenge (ILSVRC). Com es pot observar a la figura 1, a partir del 2010, i mercès als avenços en l'aprenentatge profund, la taxa d'error de reconeixement es redueix substancialment.